# Stigmacros stanleyi
Stigmacros stanleyi är en myrart som beskrevs av Mcareavey 1957. Stigmacros stanleyi ingår i släktet Stigmacros och familjen myror. Inga underarter finns listade i Catalogue of Life.